# Menno de Jong (dj)
Menno de Jong is een Nederlandse diskjockey en muziekproducent, gespecialiseerd in trance. Zijn hoogste positie in de top 100 van beste DJ’s van het tijdschrift DJ Magazine haalde hij in 2008 toen hij op de 48e plaats eindigde.
De Jong stamt uit een muzikale familie, en begon reeds op jonge leeftijd in zijn vaders muziekstudio te experimenteren met muziek. Op de middelbare school trad hij reeds op bij feestjes van vrienden en in disco’s. Hij is een pionier op het gebied van de podcast en internetradio.
De Jong heeft inmiddels in meer dan 25 landen opgetreden, op onder andere clubs en evenementen als Godskitchen, Gatecrasher, Creamfields, Trance Energy, Sensation White, Mysteryland, Amnesia in Ibiza, Love Parade in Berlijn, The Gaudi Arena in Moskou & WMC in Miami. Hij heeft samengewerkt met DJ Tiësto, Armin van Buuren, The Prodigy, Paul van Dyk, Marco V en Markus Schulz.